# Totomicin
Totomicin (takođe poznat kao higromicin A) aminoglikozidni je antibiotik koji proizvodi Streptomyces hygroscopicus. On je otkriven tokom 1950-tih. Bakterijski izvor je sličan sa higromicinom B po čemu je dobio ime. 

## Istorija
Higromicin A je otriven u uzorku zemljišta iz šume u blizini Indianapolisa, Indijana. Otkrili su ga Vaksman i Henrici. Identifikacija i struktura totomicina je sledila 1957. godine.

## Antibiotička aktivnost
Najjača antibiotička aktivnost totomicina je protiv Staphylococcus haemolyticus, kod koga se rast inhibira koncentracijom od 2 µg/mL. Druge gram-pozitivne i gram-negativne vrste senzitivne na totomicin bivaju inhibirane koncentracijama od 16 do 31 µg/mL.

## Totalna sinteza
Totalna sisnteza totomicina je ostvarena 1989.